# Tanaecia lepidea
Tanaecia lepidea es una especie de lepidóptero perteneciente a la familia Nymphalidae (subfamilia Limenitidinae), correspondiente al género Tanaecia.

## Subespecies
- Tanaecia lepidea lepidea
- Tanaecia lepidea miyana (Fruhstorfer, 1913)
- Tanaecia lepidea sthavara (Fruhstorfer, 1913)
- Tanaecia lepidea cognata (Moore, [1897])
- Tanaecia lepidea flamina (Fruhstorfer, 1905)
- Tanaecia lepidea matala (Fruhstorfer, 1905)

## Localización
Las especies y subespecies de este género biológico, se encuentran distribuidas en el sudeste de Asia y Australasia.